# Khalid ben Yazid ben Useid al-Sulamí
Khàlid ibn Yazid ibn Ussayd as-Sulamí fou ostikan d'Armènia vers el 793, designat pel visir barmàquida al-Fadl ibn Yahya.
Al-Fadl va enviar-li, per donar-li suport, unes forces militars (uns cinc mil homes) a les ordres d'Abd-al-Màlik ibn Khalifa al-Haraixí però foren derrotats pels armenis.

## Nota
1. ↑  Les fonts parlen d'un lloc anomenat Varthan però podria tractar-se d'un nakharar de nom Vardan